# Metrocore
Metrocore è la rete civica installata del 2001 che collega la sede nazionale del CNR all'Università di Pisa. Ad essa sono allacciate anche la Questura, il Comune e le utenze private.
Si tratta di una rete fotonica in fibra ottica che amplifica di circa 10 volte la banda disponibile, "colorando" i bit d'onda in modo da ampliare l'informazione trasportata.
Raggiunge velocità intorno ai 10 gigabit al secondo. Sulla cooperazione università-impresa, in America si è costruito un modello economico. Con una rete molto più veloce di Internet 1, si progetta di recuperare quel vantaggio competitivo presente agli albori dell'Internet americana e perso con la diffusione del web.